# SDD-AGE
Die SDD-AGE (von engl. semi-denaturing detergent agarose gel electrophoresis ‚halbdenaturierende detergenzvermittelte Agarose-Gelelektrophorese‘) ist ein biochemisches Verfahren, bei dem SDS-resistente Proteinkomplexe, wie z. B. bei Amyloidosen oder Prionenerkrankungen, durch Gelelektrophorese in einem Agarosegel aufgetrennt und nachgewiesen werden.

## Prinzip
SDS-resistente Proteinkomplexe sind Verbünde aus mehreren Proteinen, welche bei einer SDS-Konzentration von 2 % (m/V) bei Raumtemperatur nicht denaturieren. Ihre Molmassen betragen meistens zwischen 200 Kilodalton und 4000 Kilodalton, weshalb ein Agarosegel mit relativ großen Porendurchmessern verwendet wird. Im Anschluss an die Elektrophorese erfolgt, analog zum Western Blot bei einem Polyacrylamidgel, ein Proteintransfer auf eine PVDF-Membran und eine Immunfärbung der Proteine auf der Membran. Dadurch können Konformationsvarianten der Proteine eines Proteinaggregats unterschieden werden.

## Anwendungsgebiete
Das Verfahren SDD-AGE wird zur qualitativen und quantitativen Analyse von krankheitsassoziierten, hochmolekularen Proteinaggregaten verwendet, die bei neurodegenerativen Erkrankungen wie Alzheimer oder Chorea Huntington auftreten können. In experimentellen Ansätzen kann ermittelt werden, ob und wie gut therapeutische Ansätze zur Aggregatverminderung wirken. Eine abgewandelte, voll-denaturierende Variante der Methode (DD-AGE) kann ebenfalls für den Nachweis von aggregierten Polyglutamin-Proteinen eingesetzt werden.